# Parapseudoleptomesochra trisetosa
Parapseudoleptomesochra trisetosa är en kräftdjursart som först beskrevs av Krishnaswamy 1957.  Parapseudoleptomesochra trisetosa ingår i släktet Parapseudoleptomesochra och familjen Ameiridae.

## Underarter
Arten delas in i följande underarter:
- P. t. waltairensi
- P. t. trisetosa